# Womelsdorf (Virginia Occidental)
Womelsdorf es un pueblo ubicado en el condado de Randolph en el estado estadounidense de Virginia Occidental. En el Censo de 2010 tenía una población de 250 habitantes y una densidad poblacional de 233,15 personas por km².

## Geografía
Womelsdorf se encuentra ubicado en las coordenadas 38°53′53″N 79°57′49″O / 38.89806, -79.96361. Según la Oficina del Censo de los Estados Unidos, Womelsdorf tiene una superficie total de 1.07 km², de la cual 1.07 km² corresponden a tierra firme y (0%) 0 km² es agua.

## Demografía
Según el censo de 2010, había 250 personas residiendo en Womelsdorf. La densidad de población era de 233,15 hab./km². De los 250 habitantes, Womelsdorf estaba compuesto por el 98.4% blancos, el 0% eran afroamericanos, el 0.8% eran amerindios, el 0% eran asiáticos, el 0% eran isleños del Pacífico, el 0% eran de otras razas y el 0.8% pertenecían a dos o más razas. Del total de la población el 0% eran hispanos o latinos de cualquier raza.